# Diestrammena gonggashanica
Diestrammena gonggashanica är en insektsart som beskrevs av Zhang, Feng och Xiangwei Liu 2009. Diestrammena gonggashanica ingår i släktet Diestrammena och familjen grottvårtbitare. Inga underarter finns listade i Catalogue of Life.